# Stenoloba punctistigma
Stenoloba punctistigma là một loài bướm đêm trong họ Noctuidae.